# Joseph Rapp
Joseph Rapp oder Josef Rapp (* 28. Februar 1780 in Matrei am Brenner; † 30. Juli 1865 in Innsbruck) war ein österreichischer Jurist, Verwaltungsbeamter, Politiker und Historiker.

## Leben
Rapp war Sohn eines Bäckers. Schon in Matrei zeigte sich die Begabung des Jungen. 1790 übersiedelte die Familie nach Innsbruck. Dort erhielt er weiteren Unterricht durch den Hofmeister Johann Schuler. Er besuchte ab 1792 das Innsbrucker Gymnasium und anschließend bis 1799 die philosophischen Jahrgänge. 1799 trat er als begeisterter Tiroler Patriot in den Zweiten Koalitionskrieg ein. Am 27. Mai 1800 rückte er als Leutnant erneut ins Feld und wieder am 27. September 1800 als Oberleutnant. Noch im selben Jahr wurde er Hauptmann. Im Herbst 1800 begann er in Innsbruck auch das Studium der Theologie und der Rechtswissenschaft, das er 1803 mit der Promotion zum Doktor der Rechte an der Universität Innsbruck abschloss.
Rapp wurde 1803 zunächst in der Gerichtsverwaltung in Bozen tätig, bevor er 1804 den Lehrstuhl von Schuler an der Innsbrucker Universität vertrat. Dort las er das öffentliche Kirchenrecht sowie das Privatkirchenrecht, 1805 übernahm er, neben einer Stelle als Praktikant in der Finanz- und Gerichtsverwaltung, die Lehrstuhlvertretung für Tiroler Privatrecht an der Universität. 1806 bestand er die Advokatsprüfung und wurde in der Folge in den Kreis der Advokaten von Innsbruck aufgenommen. Er wirkte jedoch hauptsächlich als Adjunkt in der Finanzverwaltung. 1808, unter Herrschaft des Königreichs Bayern wurde er Finanzrat im Etschkreis. Im Zuge des Tiroler Volksaufstandes war er 1809 zunächst Finanzberater von Joseph Freiherr von Hormayrs und anschließend Finanzreferent in der Ende August 1809 von Andreas Hofer eingerichteten Generallandesadministration, bevor er nach kurzer Kriegsgefangenschaft 1810 nach Wien kam.
Rapp, zunächst mittellos, wurde 1810 in Wien Advokat und 1812 Notar, bevor er 1815, nachdem Tirol wieder zu Österreich gehörte, nach Innsbruck zurückkehrte und dort zum Kammerprokurator und Gubernialrat aufstieg. 1817 wurde er außerdem zum Direktor des juristisch-politischen Studiums in Innsbruck ernannt. 1829 wechselte er als Kammerprokurator und Gubernialrat nach Linz, bevor er 1848 in gleicher Funktion nach Innsbruck zurückkehrte. 1849 wurde er als Mitglied in die Grundentlastungskommission berufen und zugleich zum Vertreter des Ministerialkomissärs Johann Haßlwanter ernannt, bevor er am 25. Oktober 1851 in den Ruhestand versetzt wurde.
Rapp wurde am 16. November 1850 vom Ministerium für Cultus und Unterricht zum Präsidenten der Theoretischen Staatsprüfungs-Commission allgemeiner Abtheilung ernannt. Dieser Kommission stand er bis 1859 vor. Rapp war auch zweiter Kurator des Tiroler Landesmuseums.
Die Bedeutung Rapps wird einerseits in seinem geschickten Agieren im Tiroler Freiheitskampf gesehen, andererseits in seinem juristischen Wirken in Theorie und Praxis. Seine Schriften haben für die Geschichtswissenschaft Bedeutung.
Die Politiker Franz von Rapp (1823–1889) und Johann Rapp (1829–1908) waren seine Söhne.

## Werke (Auswahl)
- Ueber das vaterländische Statutenwesen. In: Beiträge zur Geschichte, Statistik, Naturkunde und Kunst von Tirol und Vorarlberg, Band 3 (1827), 5 (1829) sowie 8 (1834).
- Tirol im Jahre 1809: nach Urkunden dargestellt, Reuch, Innsbruck 1852.
- Das tiroler Lehensrecht, Manuskript im Tiroler Landesarchiv, Innsbruck.